# 長船カントリークラブ
長船カントリークラブ（おさふねカントリークラブ）は、岡山県瀬戸内市にあるゴルフ場である。

## 概要
1928年（昭和3年）、岡山県の吉井川の芦田橋（現・備前大橋）下手の福岡河原に、実業家・都志甚一によって3ホールの手造りのゴルフ場が造られた。ゴルフ場は「芦を払い野芝を刈りフェアウェイとラフの差もなく、グリーンのみ円形に刈りこんだ」だけのコースだったが、岡山県では最初のゴルフ場だった。その後、1937年 （昭和12年）、「岡山ゴルフ倶楽部」（現・「岡山霞橋ゴルフ倶楽部」、1930年（昭和5年）開場、設計・J・E・クレイン）の移転先として話し合われたが、日支事変の勃発により中止になった。
戦争が終わった1965年（昭和40年）、ふたたび吉井川の河川敷に岡山のゴルフファンの注目が集まった。1966年（昭和41年）10月、コース増設と改良により6ホールを完成し、仮オープンさせた。翌1967年（昭和42年）10月29日、3ホールを増設し9ホールのコースが完成し、開場された。その後、1970年（昭和45年）、増設して12ホールが完成した。「芦を刈り、農地、牧草地の地権者の理解と協力を得ながら、増設の地道な仕事が続いた」という。
1973年（昭和48年）9月22日、コース設計家の佐藤儀一に依頼して、6ホールを増設と改良により18ホール、6,229ヤード、パー70規模のゴルフ場が開場された。佐藤儀一は、日本アマチュアゴルフ選手権競技4連勝したアマチュア最強の選手であり、「城陽カントリー倶楽部」（1959年（昭和34年）開場）、「片山津ゴルフ倶楽部」白山・加賀・日本海コース（1957年（昭和32年）開場）などの玄人好みのコース設計の実績がある。

## 所在地
〒701-4265 岡山県瀬戸内市長船町福岡49-1

## コース情報
- 開場日 - 1967年10月29日
- 設計者 - 佐藤 儀一
- 面積 - 400,000m2（約12.1万坪）
- コースタイプ - 河川敷コース
- コース - 18ホールズ、パー70、6,061ヤード、コースレート68.7
- フェアウェー - コウライ
- ラフ - ノシバ
- グリーン - 2グリーン、コウライ、ベント
- ラウンドスタイル - 原則セルフプレー、キャディ付可、乗用カートラウンド1組4人原則、土・日・祝状況によりツーサム可
- 練習場 - 17打席100ヤード
- 休場日 - 無休、火曜日セルフ営業[2][3]

## クラブ情報
- ハウス面積 - 3,000m2（907.5坪）
- ハウス設計 - 塩田 卓男
- ハウス施工 - 重藤組[2][3]

## ギャラリー
- コース - 「長船カントリークラブ」、コース案内、2021年5月5日閲覧
- ハウス - 「長船カントリークラブ」、施設案内、2021年5月5日閲覧

## 交通アクセス
- 鉄道 - 赤穂線（JR西日本） - 長船駅より タクシー利用約2分[4]
- 車 - 山陽自動車道 - 備前ICより 19Km[4]

## エピソード
- 日本ゴルフツアー機構元会長で、日本プロゴルフ選手権大会、日本オープンゴルフ選手権競技勝者の島田幸作プロは「岡山で最も愛するコース」と洩らしていた[5]。

## 関連文献
- 『ゴルフ場ガイド 西版』、2006-2007、「長船カントリークラブ」、東京 ゴルフダイジェスト社、2006年5月、2021年5月5日閲覧
- 『美しい日本のゴルフコース BEAUTIFUL GOLF CULTURE IN JAPAN 日本のゴルフ110年記念 ゴルフは日本の新しい伝統文化である』、ゴルフダイジェスト社「美しい日本のゴルフコース」編纂委員会編、「昭和3年吉井川河川敷に誕生した3ホールの跡地に昭和41年6ホールで開場」、東京 ゴルフダイジェスト社、2013年12月、2021年5月5日閲覧